# 이언 해밀턴

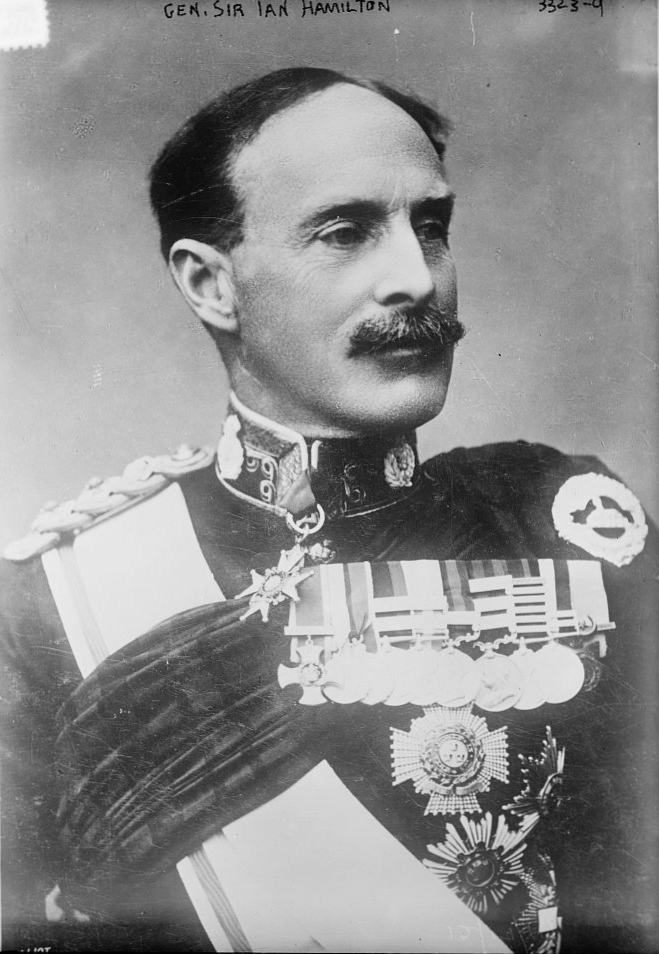
이언 해밀턴

이언 해밀턴(Ian Hamilton, 1853년 1월 16일 터키 이오니아 제도 코르푸 ~ 1947년 10월 12일 영국 런던)은 영국 육군 소장 예편한 영국의 장군이다.
1870년대부터 인도와 아프리카 여러 곳의 군사 작전에 참여했다. 1899년~1902년 아프리카 보어 전쟁 당시에는 키치너 경의 참모장을 지냈다. 1902년 기사 작위를 받고 1910년 지중해 영국군 총사령관이 되어 제1차 세계대전 당시 1915년 3월 12일 다르다넬스 작전으로 오스만 제국에 맞서 갈리폴리반도에 상륙해 갈리폴리 전투를 벌였다. 6개월 동안 오스만 제국에 맞서 작전을 펼쳤으나 많은 인명피해를 냈고 영국 내각의 철수를 요구했으나 전투가 승리하리라는 자신의 믿음만 가지고 계속 전투를 벌였다. 결국 1915년 10월 16일 해임되어 다시는 지휘관에 오르지 못했다. 1920년에 <갈리폴리 일기> 2권을 써 책으로 펴냈다.

## 같이 보기
- 윈스턴 처칠